# Ottavia Cestonaro
Ottavia Cestonaro (Vicenza, 12 de enero de 1995) es una deportista italiana que compite en atletismo. En los Juegos Europeos de Cracovia 2023 consiguió una medalla de bronce en la prueba de triple salto.

## Palmarés internacional
| Juegos Europeos | Juegos Europeos   | Juegos Europeos   | Juegos Europeos |
| Año             | Lugar             | Medalla           | Prueba          |
| --------------- | ----------------- | ----------------- | --------------- |
| 2023            | Chorzów (Polonia) | Medalla de bronce | Triple salto    |